# Javier Botet
Javier Botet, né Javier Botet López le 30 juillet 1977 à Ciudad Real en Espagne, est un acteur et illustrateur espagnol.
Il est principalement connu pour tenir les rôles de zombies, de tueur et de monstre comme l'on peut voir dans la dernière scène du film d'horreur [●REC] de Jaume Balagueró et Paco Plaza, en raison de sa maladie appelée le Syndrome de Marfan ; il est atteint d'hyperlaxité de certains tissus, caractéristique de ce syndrome : doigts extrêmement longs et fins, grande taille de près de deux mètres.

## Biographie
Jusqu'à l'âge de ses cinq ans, Javier Botet vit dans sa ville natale : Ciudad Real. En raison du travail de son père, sa famille déménage à Cuenca puis à Grenade où il vit jusqu'à la fin de ses études aux Beaux-Arts en 2001. De 2002 à 2009, il s'installe à Madrid. À l'âge de cinq ans, il est diagnostiqué avec le syndrome de Marfan. L'hyperlaxité de certains tissus donné par ce syndrome lui donne des doigts extrêmement longs et fins, ainsi qu'une hauteur de 2 mètres et un poids de 56 kilos, qui lui donnent une apparence physique particulière. Grâce à cette apparence, il a été prédisposé aux arts de la scène. Ensuite, grâce à sa formation aux Beaux-Arts, il peut faire sa première apparition dans le monde du cinéma avec le film d'horreur La Malédiction des profondeurs (Beneath Still Waters) en 2005 réalisé par Brian Yuzna. Après ce premier rôle, il connaît un grand succès dans les films d'horreur, tels que ceux de la saga [●REC] puis continue à jouer dans des films pour le grand écran. Il a une mention spéciale pour ses performances dans une multitude de films hollywoodiens, tels que The Conjuring 2 (2016), The Mummy (2017), Alien Covenant (2017), Ça (2017), Slender Man (2018), Polaroid (2019) ou Ça : Chapitre 2 (2019) entre autres. Javier Botet est l’acteur espagnol qui a le plus de films hollywoodiens à son actif. 

## Carrière
En 2013, il a joué un rôle important dans un autre film d'horreur en anglais, Mama. En 2017, il tourne plus de neuf films.
Dans le film Amigo, sa performance est particulièrement saluée par la critique.

## Filmographie

### Cinéma
- 2005 : La Malédiction des profondeurs (Beneath Still Waters) de Brian Yuzna : un humanoïde
- 2007 : Sa Majesté Minor de Jean-Jacques Annaud : Abrak
- 2008 : [●REC] de Jaume Balagueró et Paco Plaza : Niña Medeiros
- 2008 : Sexy Killer (Sexykiller, morirás por ella) de Miguel Martí : un zombie
- 2009 : [●REC 2] de Jaume Balagueró et Paco Plaza : Niña Medeiros
- 2010 : Balada triste d'Álex de la Iglesia : un prisonnier fou
- 2011 : Un jour de chance d'Álex de la Iglesia : un misérable
- 2012 : [●REC 3] : Génesis, de Paco Plaza : Niña Medeiros
- 2013 : Mama de Andrés Muschietti : Mama
- 2013 : Les Sorcières de Zugarramurdi (Las brujas de Zugarramurdi) d'Álex de la Iglesia : Luismi
- 2014 : [REC]4 de Jaume Balagueró : Niña Medeiros
- 2014 : La niña de fuego de Carlos Vermut : Pepo
- 2015 : Crimson Peak de Guillermo del Toro : les fantômes de Margaret McDermott, Pamela Upton et Enola Sciotti
- 2016 : Conjuring 2 : Le cas Enfield de James Wan : The Crooked Man
- 2016 : The Door de Johannes Roberts : Myrtu
- 2016 : Baba Yaga (Don't Knock Twice) de Caradog W. James : la sorcière / Mary Aminov
- 2017 : Alien: Covenant de Ridley Scott : Xénomorphe en capture de mouvement
- 2017 : La Momie d'Alex Kurtzman : Set
- 2017 : The Invisible Guardian (El guardián invisible) de Fernando González Molina (en) : Basajaun
- 2017 : Ça d'Andrés Muschietti : Hobo, le lépreux
- 2017 : Hostile de Mathieu Turi : Le faucheur (The Reaper)
- 2017 : Two Pigeons de Dominic Bridges[5]
- 2018 : Insidious : La Dernière Clé de Adam Robitel : Keyface[6]
- 2018 : Slender Man de Sylvain White : Slender-Man
- 2018 : Mara de Clive Tonge : l'entité Mara
- 2019 : Scary Stories (Scary Stories to Tell in the Dark) d'André Øvredal : Big Toe Corpse
- 2019 : Polaroid de Lars Klevberg : l’entité
- 2019 : Ça : Chapitre 2 d'Andrés Muschietti : Hobo / La sorcière (The Witch)
- 2019 : Amigo de Óscar Martín[7]
- 2020 : Malasaña 32 de Albert Pintó : la vieille Clara/Esteban  Larrañaga, l'administrateur[1]
- 2020 : His House de Remi Weekes : le sorcier
- 2020 : N'écoute pas de Ángel Gómez Hernández : La sorcière
- 2023 : Le Dernier Voyage du Demeter d'André Øvredal : Dracula

### Télévision

#### Séries télévisées
- 2006 : Genesis : L'Origine du crime (Marcos)
- 2006 : Plantafin : Tipo 1
- 2007 : La que se avecina
- 2007 : Los hombres de Paco : Nosferatu
- 2008 : Plutón B.R.B. Nero
- 2019 : Game of Thrones : Un marcheur blanc (saison 8, épisode 3)[6]
- 2019 : Star Trek Discovery : Un Ba'ul (saison 2, épisode 6)
- 2021 : Le voisin : Funcionario[8],[9]

## Distinctions

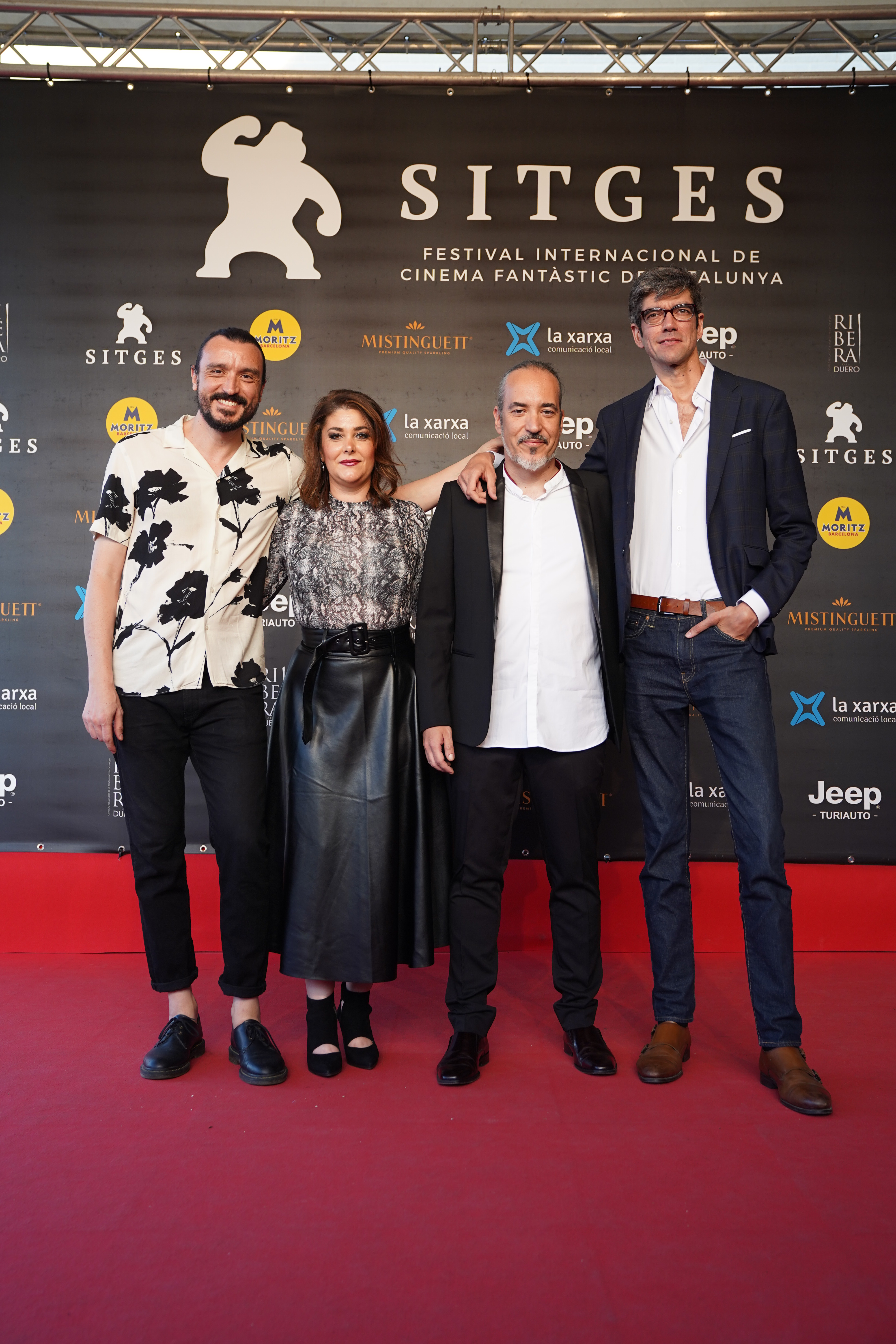
Javier Botet (à droite) au Festival de Cinéma de Sitges, 2019

- Javier Botet (à droite) au Festival de Cinéma de Sitges, 2019 2019 : Prix du Meilleur acteur pour le film Amigo au Festival international du film de Tenerife[10]
- 2019 : Gagnant du prix d'honneur Time-Machine au Festival international du film de Catalogne de Sitges[11]
- 2019 : Meilleur acteur du prix du jury au Festival du Film de Molins[12]
- 2019 : gagnant du prix international du film d'horreur russe au DROP:Festival international du film d'horreur russe[13]
- 2020 : prix du Meilleur acteur au Festival du film d'Alicante[14],[15],[16]
- 2021 : prix du Meilleur acteur au Torino Underground Cinefest[17]
- 2021 : prix du Meilleur acteur pour le film Amigo au Festival International du Film Fantastique de Menton[18]